# سوئد در المپیک تابستانی ۲۰۰۸
سوئد در بازی‌های المپیک تابستانی ۲۰۰۸ که در شهر پکن چین برگزار شد، کاروان سوئد با ۱۳۴ ورزشکار در این رقابت‌ها شرکت کرد و موفق به کسب ۵ مدال (۰ طلا، ۴ نقره، ۱ برنز) شد. در جدول رتبه‌بندی توزیع مدال‌ها، سوئد در ردهٔ ۵۵ مسابقات قرار گرفت.